# Hironobu Sakaguchi

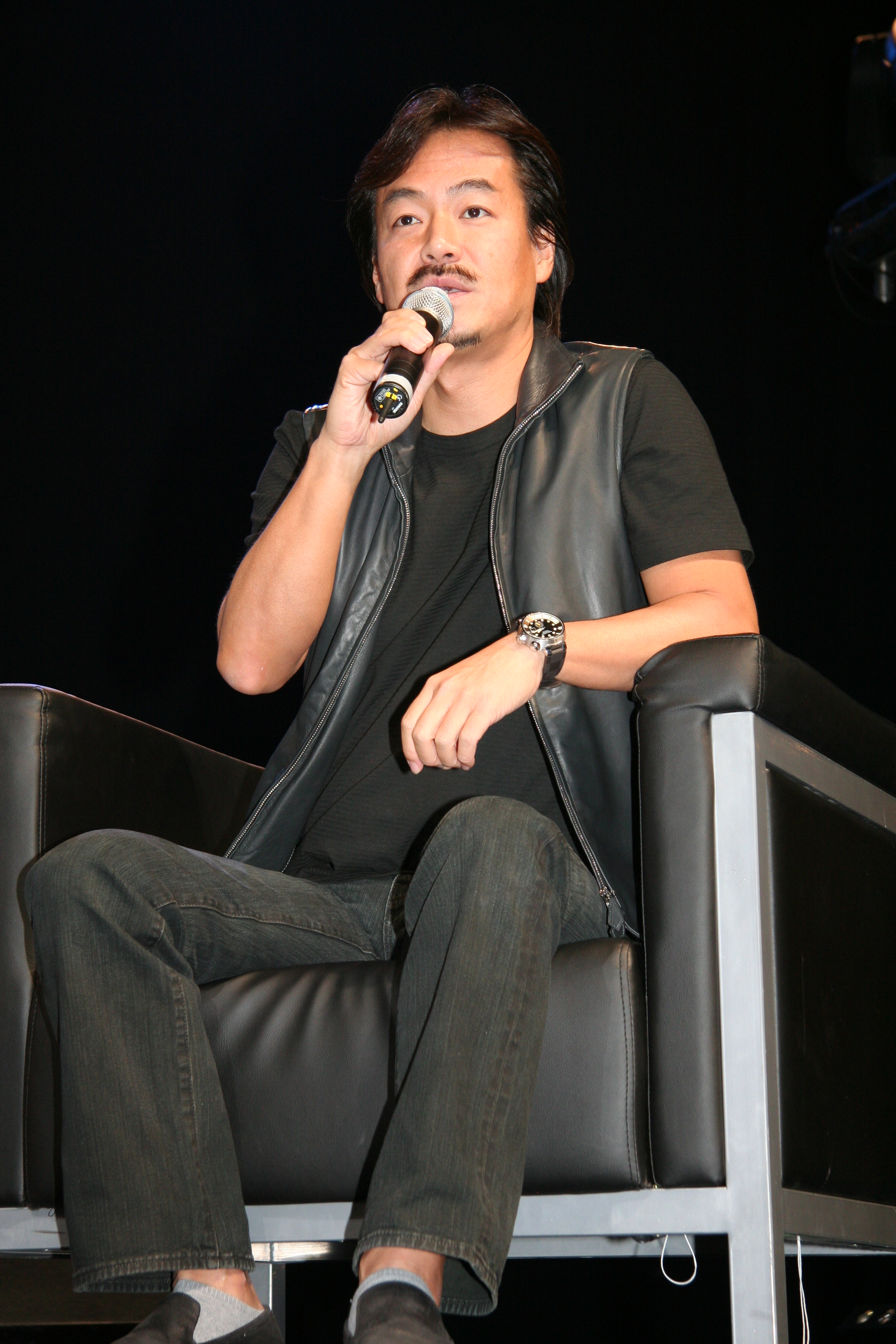
Hironobu Sakaguchi

Hironobu Sakaguchi (nascut al Japó el 1962) és un dissenyador de videojocs que va arribar a la fama amb la saga de Final Fantasy. Des de 2004 dirigeix la seva pròpia companyia, Mistwalker, després d'haver participat a Square. Els seus títols han venut més de 80 milions de còpies, amb èxits com Parasite Eve, Chrono Trigger o Kingdom Hearts, tots ells dins del gènere del rol. També ha participat en la direcció de pel·lícules basades en la seva obra.